# Conques-sur-Orbiel
Pour les articles homonymes, voir Conques (homonymie) et Orbiel (homonymie).
Conques-sur-Orbiel  (occitan : Concas ) est une commune française, située dans le Nord du département de l'Aude en région Occitanie.
Sur le plan historique et culturel, la commune fait partie du Carcassès, un pays centré sur la ville de Carcassonne, entre les prémices du Massif central et les contreforts pyrénéens. Exposée à un climat méditerranéen, elle est drainée par l'Orbiel, le Rieu Sec, le ruisseau de Trapel, le ruisseau de Vallouvière et par divers autres petits cours d'eau. La commune possède un patrimoine naturel remarquable composé de deux zones naturelles d'intérêt écologique, faunistique et floristique.
Conques-sur-Orbiel est une commune rurale qui compte 2 549 habitants en 2022, après avoir connu une forte hausse de la population depuis 1975. Elle appartient à l'unité urbaine de Conques-sur-Orbiel et fait partie de l'aire d'attraction de Carcassonne. Ses habitants sont appelés les Conquois ou  Conquoises.
Le patrimoine architectural de la commune comprend trois  immeubles protégés au titre des monuments historiques : l'église Sainte-Foy, classée en 1913 et inscrite en 1913, la maison Fraisse, inscrite en 1948, et le château des Saptes, inscrit en 1948.

## Géographie

### Localisation
Conques-sur-Orbiel est une commune de la Méridienne verte située dans l'aire urbaine de Carcassonne sur l'Orbiel et le Trapel.

### Communes limitrophes
Conques-sur-Orbiel est limitrophe de dix autres communes.
Les communes limitrophes sont Aragon, Bagnoles, Limousis, Salsigne, Villalier, Villardonnel, Villegailhenc, Villegly, Villemoustaussou et Sallèles-Cabardès.
| Villardonnel  | Salsigne           | Limousis, Sallèles-Cabardès |
| Aragon        | Conques-sur-Orbiel | Villegly                    |
| Villegailhenc | Villemoustaussou   | Bagnoles, Villalier         |

Au nord-est, la commune de Sallèles-Cabardès comporte une enclave. La commune de Conques-sur-Orbiel est limitrophe avec cette enclave, et du reste de la commune de Sallèles-Cabardès par un quadripoint. La commune de Limousis sépare ces deux parties.

### Géologie et relief
Conques-sur-Orbiel se situe en zone de sismicité 1 (sismicité très faible).

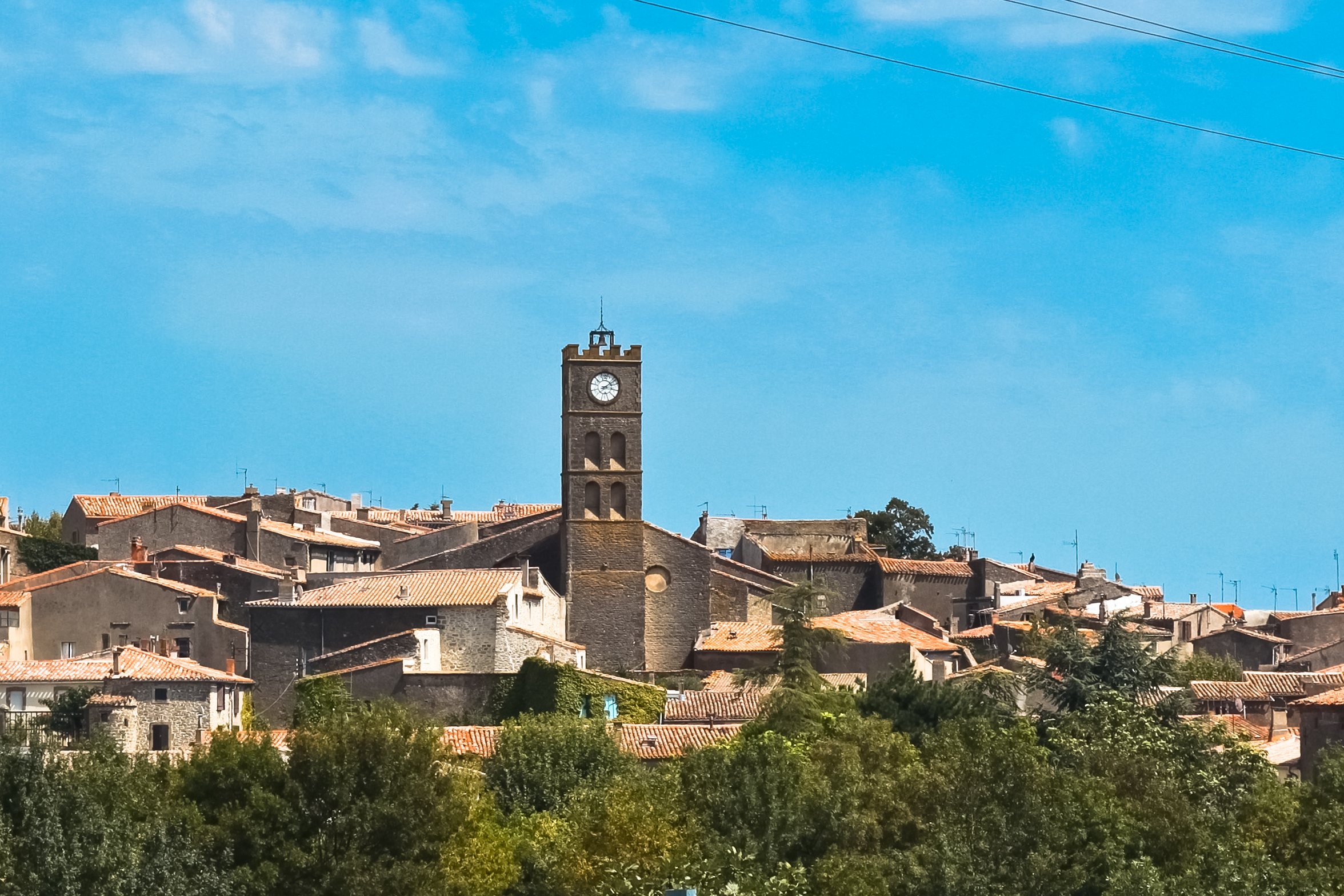

### Hydrographie
La commune est dans la région hydrographique « Côtiers méditerranéens », au sein du bassin hydrographique Rhône-Méditerranée-Corse. Elle est drainée par l'Orbiel, le Rieu Sec, le ruisseau de Trapel, le ruisseau de Vallouvière, Rec de Seraut, le ruisseau de Cocalière, le ruisseau de Font Parazol, le ruisseau de la Combe de Tournié, le ruisseau de la Combe de Villerase, le ruisseau de la Garrigue, le ruisseau de la Lande et le ruisseau de Revel, qui constituent un réseau hydrographique de 32 km de longueur totale,.
L'Orbiel, d'une longueur totale de 40,9 km, prend sa source dans la commune de Mazamet et s'écoule vers le sud. Il traverse la commune et se jette dans l'Aude à Trèbes, après avoir traversé 14 communes.
Le Rieu Sec, d'une longueur totale de 16,8 km, prend sa source dans la commune de Cuxac-Cabardès et s'écoule vers le sud-est. Il traverse la commune et se jette dans l'Orbiel sur le territoire communal, après avoir traversé 4 communes.
Le Trapel, d'une longueur totale de 17,4 km, prend sa source dans la commune de Fraisse-Cabardès et s'écoule vers le sud-est. Il traverse la commune et se jette dans le canal du Midi à Villemoustaussou, après avoir traversé 5 communes.
Le ruisseau de Vallouvière, d'une longueur totale de 12,6 km, prend sa source dans la commune de Faramans et s'écoule vers le sud-est. Il traverse la commune et se jette dans le Trapel sur le territoire communal, après avoir traversé 4 communes.

### Climat
Pour des articles plus généraux, voir Climat de l'Occitanie et Climat de l'Aude.
En 2010, le climat de la commune est de type climat du Bassin du Sud-Ouest, selon une étude s'appuyant sur une série de données couvrant la période 1971-2000. En 2020, Météo-France publie une typologie des climats de la France métropolitaine dans laquelle la commune est exposée à un climat océanique altéré et est dans la région climatique Provence, Languedoc-Roussillon, caractérisée par une pluviométrie faible en été, un très bon ensoleillement (2 600 h/an), un été chaud (21,5 °C), un air très sec en été, sec en toutes saisons, des vents forts (fréquence de 40 à 50 % de vents > 5 m/s) et peu de brouillards.
Pour la période 1971-2000, la température annuelle moyenne est de 14 °C, avec une amplitude thermique annuelle de 15,9 °C. Le cumul annuel moyen de précipitations est de 728 mm, avec 8,6 jours de précipitations en janvier et 4,5 jours en juillet. Pour la période 1991-2020, la température moyenne annuelle observée sur la station météorologique la plus proche, située sur la commune de Carcassonne à 8 km à vol d'oiseau, est de 14,4 °C et le cumul annuel moyen de précipitations est de 665,0 mm,. Pour l'avenir, les paramètres climatiques de la commune estimés pour 2050 selon différents scénarios d’émission de gaz à effet de serre sont consultables sur un site dédié publié par Météo-France en novembre 2022.

### Milieux naturels et biodiversité
L’inventaire des zones naturelles d'intérêt écologique, faunistique et floristique (ZNIEFF) a pour objectif de réaliser une couverture des zones les plus intéressantes sur le plan écologique, essentiellement dans la perspective d’améliorer la connaissance du patrimoine naturel national et de fournir aux différents décideurs un outil d’aide à la prise en compte de l’environnement dans l’aménagement du territoire. Une ZNIEFF de type 1 est recensée sur la commune : les « garrigues de Vallouvière » (1 566 ha), couvrant 5 communes du département et une ZNIEFF de type 2, :  les « causses du piémont de la Montagne Noire » (8 830 ha), couvrant 20 communes du département.

Carte des ZNIEFF de type 1 et 2 à Conques-sur-Orbiel.
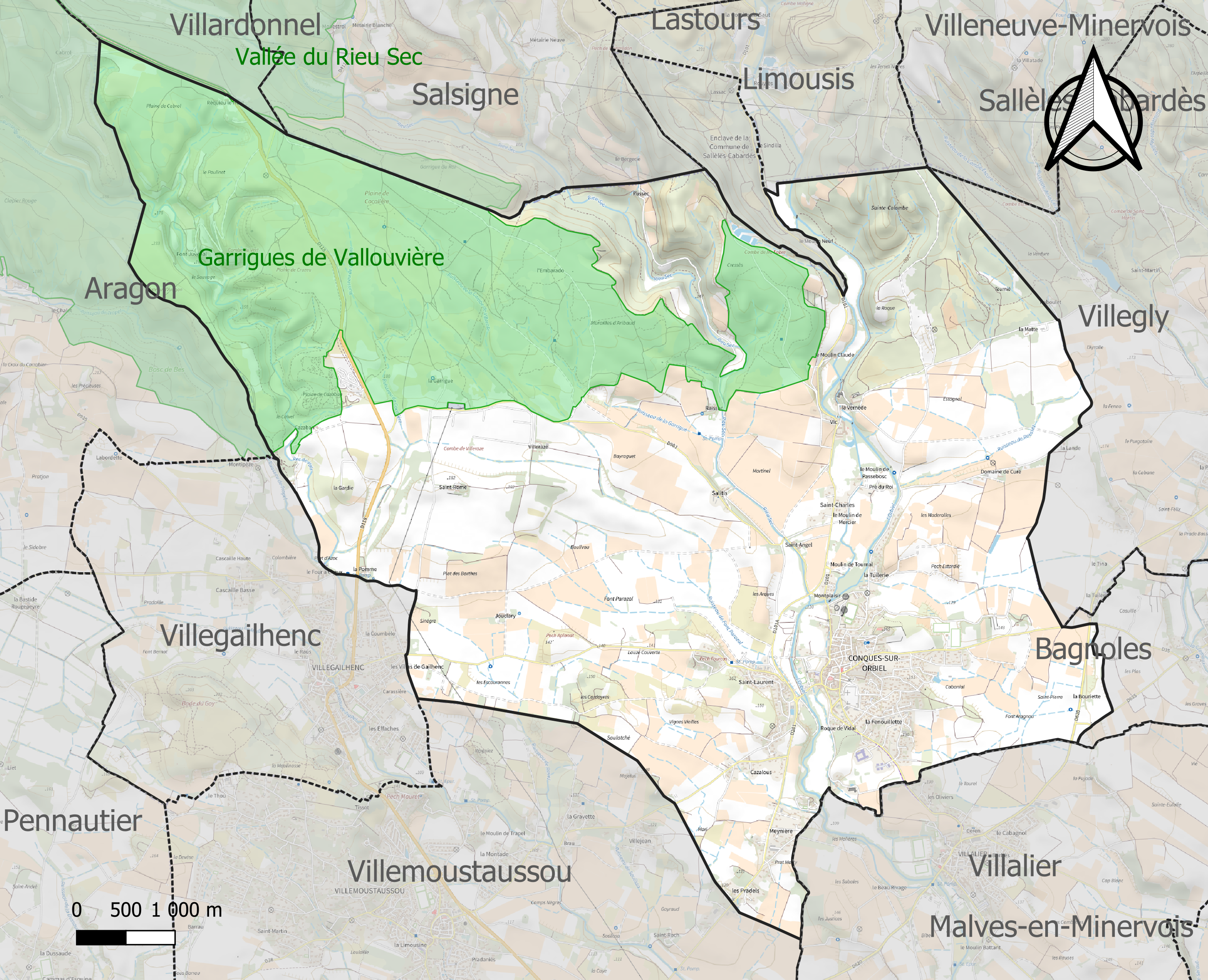
Carte de la ZNIEFF de type 1 sur la commune.
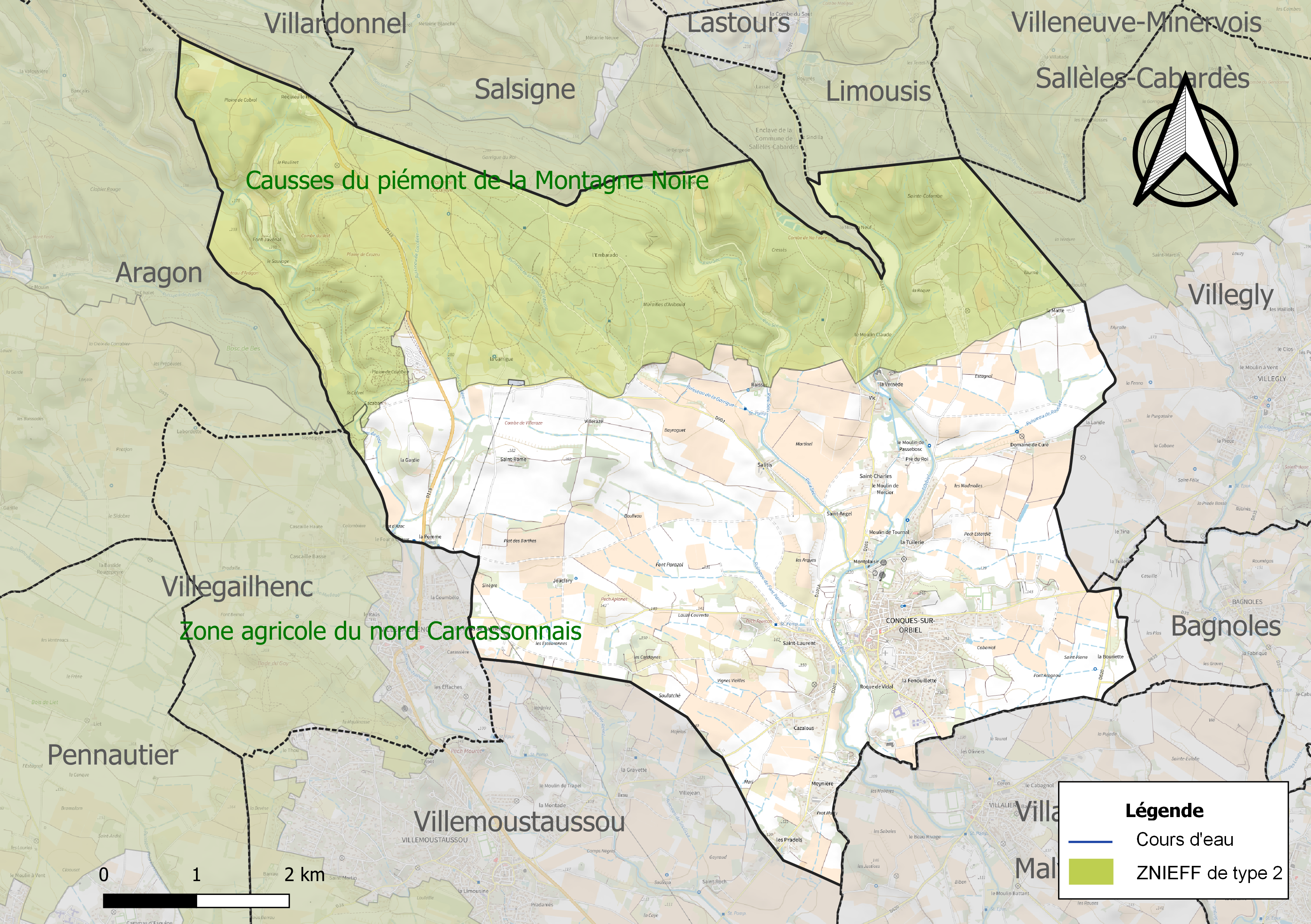
Carte de la ZNIEFF de type 2 sur la commune.

## Urbanisme

### Typologie
Au 1er janvier 2024, Conques-sur-Orbiel est catégorisée bourg rural, selon la nouvelle grille communale de densité à 7 niveaux définie par l'Insee en 2022.
Elle appartient à l'unité urbaine de Conques-sur-Orbiel, une agglomération intra-départementale dont elle est ville-centre,. Par ailleurs la commune fait partie de l'aire d'attraction de Carcassonne, dont elle est une commune de la couronne,. Cette aire, qui regroupe 115 communes, est catégorisée dans les aires de 50 000 à moins de 200 000 habitants,.

### Occupation des sols
L'occupation des sols de la commune, telle qu'elle ressort de la base de données européenne d’occupation biophysique des sols Corine Land Cover (CLC), est marquée par l'importance des territoires agricoles (61 % en 2018), une proportion sensiblement équivalente à celle de 1990 (61,6 %). La répartition détaillée en 2018 est la suivante : 
cultures permanentes (44,5 %), milieux à végétation arbustive et/ou herbacée (29,5 %), zones agricoles hétérogènes (11,9 %), forêts (6,1 %), terres arables (4,7 %), zones urbanisées (3,4 %). L'évolution de l’occupation des sols de la commune et de ses infrastructures peut être observée sur les différentes représentations cartographiques du territoire : la carte de Cassini (XVIIIe siècle), la carte d'état-major (1820-1866) et les cartes ou photos aériennes de l'IGN pour la période actuelle (1950 à aujourd'hui).

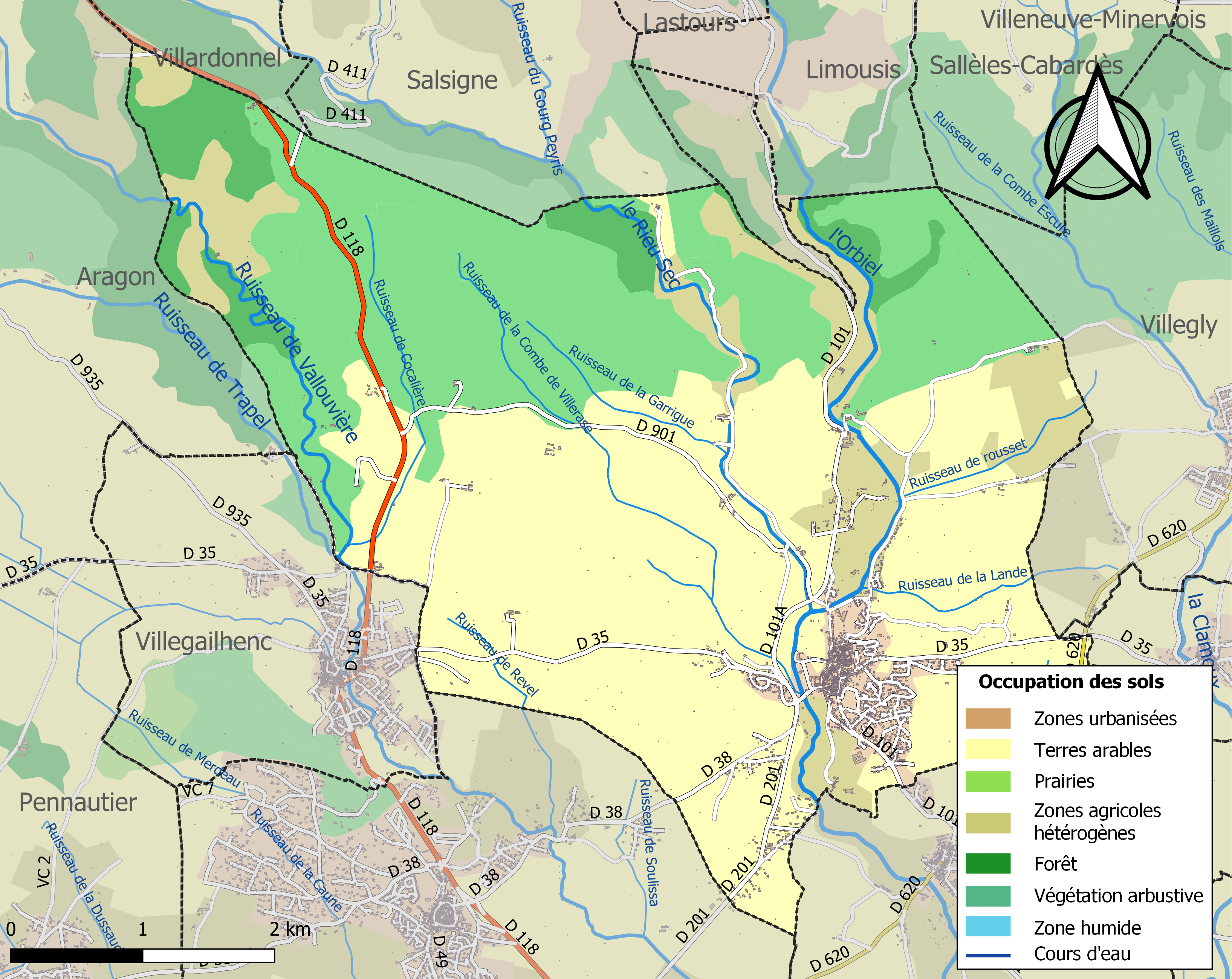
Carte des infrastructures et de l'occupation des sols de la commune en 2018 (CLC).

### Risques majeurs
Le territoire de la commune de Conques-sur-Orbiel est vulnérable à différents aléas naturels : météorologiques (tempête, orage, neige, grand froid, canicule ou sécheresse), inondations, feux de forêts et séisme (sismicité très faible). Il est également exposé à un risque technologique,  le transport de matières dangereuses. Un site publié par le BRGM permet d'évaluer simplement et rapidement les risques d'un bien localisé soit par son adresse soit par le numéro de sa parcelle.

#### Risques naturels
Certaines parties du territoire communal sont susceptibles d’être affectées par le risque d’inondation par débordement de cours d'eau, notamment l'Orbiel, le Rieu Sec, le Trapel et le ruisseau de Vallouvière. La commune a été reconnue en état de catastrophe naturelle au titre des dommages causés par les inondations et coulées de boue survenues en 1982, 1992, 1996, 1999, 2005, 2009, 2011, 2017, 2018, 2020 et 2021,.

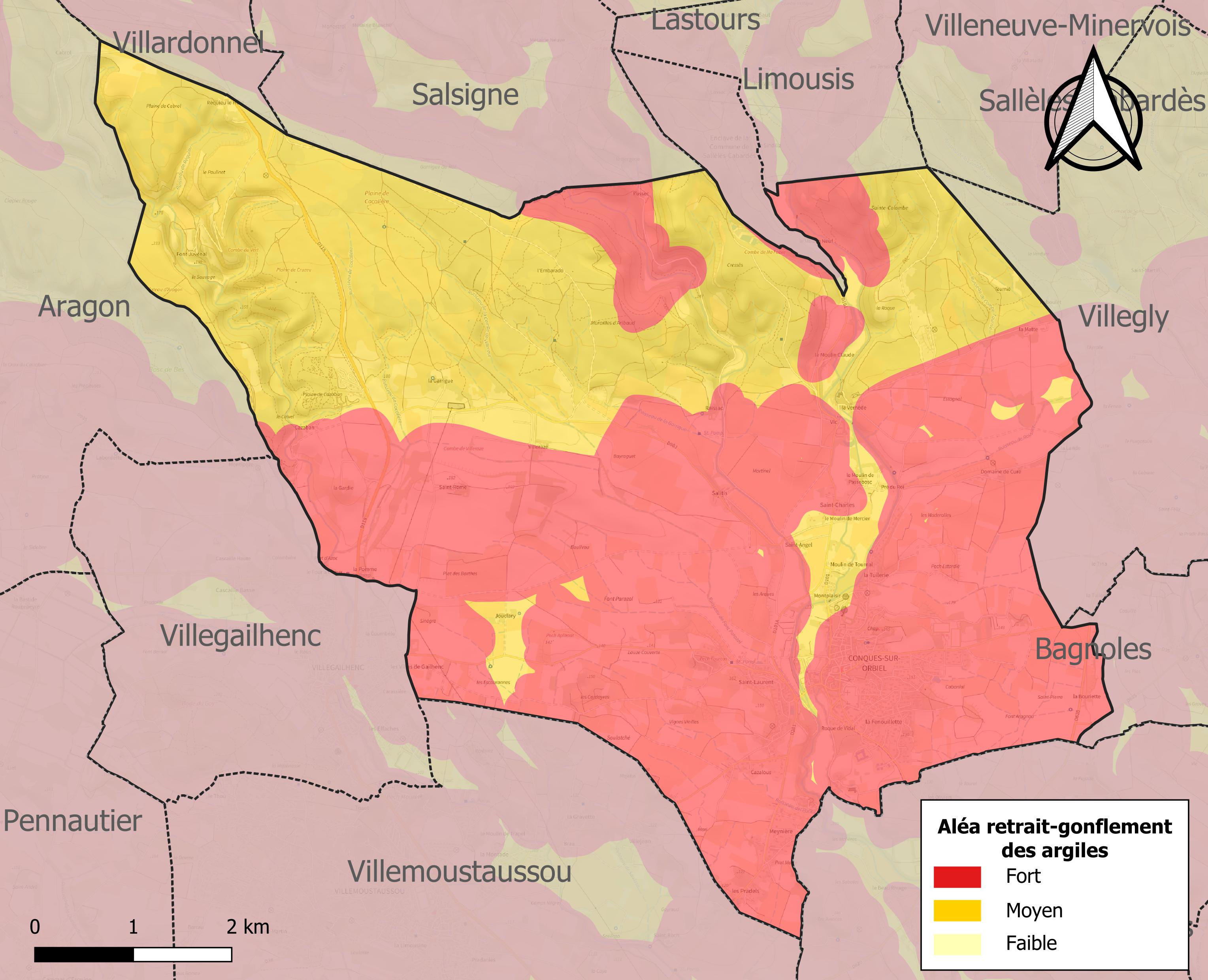
Carte des zones d'aléa retrait-gonflement des sols argileux de Conques-sur-Orbiel.

Le retrait-gonflement des sols argileux est susceptible d'engendrer des dommages importants aux bâtiments en cas d’alternance de périodes de sécheresse et de pluie. La totalité de la commune est en aléa moyen ou fort (75,2 % au niveau départemental et 48,5 % au niveau national). Sur les 1 155 bâtiments dénombrés sur la commune en 2019, 1155 sont en aléa moyen ou fort, soit 100 %, à comparer aux 94 % au niveau départemental et 54 % au niveau national. Une cartographie de l'exposition du territoire national au retrait gonflement des sols argileux est disponible sur le site du BRGM,.

#### Risques technologiques
Le risque de transport de matières dangereuses sur la commune est lié à sa traversée par une route à fort trafic. Un accident se produisant sur une telle infrastructure est en effet susceptible d’avoir des effets graves au bâti ou aux personnes jusqu’à 350 m, selon la nature du matériau transporté. Des dispositions d’urbanisme peuvent être préconisées en conséquence.

## Politique et administration

### Découpage territorial
La commune de Conques-sur-Orbiel est membre de l'intercommunalité Carcassonne Agglo, un établissement public de coopération intercommunale (EPCI) à fiscalité propre créé le 21 décembre 2012 dont le siège est à Carcassonne. Ce dernier est par ailleurs membre d'autres groupements intercommunaux.
Sur le plan administratif, elle est rattachée à l'arrondissement de Carcassonne, au département de l'Aude, en tant que circonscription administrative de l'État, et à la région Occitanie.
Sur le plan électoral, elle dépend du canton de la Vallée de l'Orbiel pour l'élection des conseillers départementaux, depuis le redécoupage cantonal de 2014 entré en vigueur en 2015, et de la première circonscription de l'Aude  pour les élections législatives, depuis le redécoupage électoral de 1986.

### Administration municipale
Le nombre d'habitants au recensement de 2017 étant compris entre 2 500 habitants et 3 499 habitants, le nombre de membres du conseil municipal pour l'élection de 2014 est de vingt trois,.

### Liste des maires
| Période                                  | Période               | Identité            | Étiquette | Qualité                                                                                      |
| ---------------------------------------- | --------------------- | ------------------- | --------- | -------------------------------------------------------------------------------------------- |
| 1944                                     | novembre 1982 (décès) | Félix Roquefort     | PCF       | Député de l'Aude (1956-1958), conseiller général du canton de Conques-sur-Orbiel (1945-1982) |
| novembre 1982                            | mars 2001             | Georges Martzel     | PCF       | Conseiller général du canton de Conques-sur-Orbiel (1983-1984)                               |
| mars 2001                                | mars 2014             | Jean Chapet         | PCF       |                                                                                              |
| mars 2014                                | En cours              | Jean-François Juste | DVG       |                                                                                              |
| Les données manquantes sont à compléter. |                       |                     |           |                                                                                              |

## Population et société

### Démographie
L'évolution du nombre d'habitants est connue à travers les recensements de la population effectués dans la commune depuis 1793. Pour les communes de moins de 10 000 habitants, une enquête de recensement portant sur toute la population est réalisée tous les cinq ans, les populations de référence des années intermédiaires étant quant à elles estimées par interpolation ou extrapolation. Pour la commune, le premier recensement exhaustif entrant dans le cadre du nouveau dispositif a été réalisé en 2007.

En 2022, la commune comptait 2 549 habitants, en évolution de +2,12 % par rapport à 2016 (Aude : +2,65 %, France hors Mayotte : +2,11 %).
| 1793  | 1800  | 1806  | 1821  | 1831  | 1836  | 1841  | 1846  | 1851  |
| ----- | ----- | ----- | ----- | ----- | ----- | ----- | ----- | ----- |
| 1 537 | 1 591 | 1 679 | 1 706 | 1 625 | 1 740 | 1 654 | 1 679 | 1 627 |

| 1856  | 1861  | 1866  | 1872  | 1876  | 1881  | 1886  | 1891  | 1896  |
| ----- | ----- | ----- | ----- | ----- | ----- | ----- | ----- | ----- |
| 1 625 | 1 780 | 1 752 | 1 577 | 1 715 | 1 726 | 1 574 | 1 508 | 1 531 |

| 1901  | 1906  | 1911  | 1921  | 1926  | 1931  | 1936  | 1946  | 1954  |
| ----- | ----- | ----- | ----- | ----- | ----- | ----- | ----- | ----- |
| 1 569 | 1 353 | 1 348 | 1 281 | 1 371 | 1 428 | 1 481 | 1 518 | 1 546 |

| 1962  | 1968  | 1975  | 1982  | 1990  | 1999  | 2006  | 2007  | 2012  |
| ----- | ----- | ----- | ----- | ----- | ----- | ----- | ----- | ----- |
| 1 585 | 1 662 | 1 692 | 1 786 | 2 043 | 2 061 | 2 245 | 2 269 | 2 435 |

| 2017  | 2022  | - | - | - | - | - | - | - |
| ----- | ----- | - | - | - | - | - | - | - |
| 2 525 | 2 549 | - | - | - | - | - | - | - |

| selon la population municipale des années : | 1968 | 1975 | 1982 | 1990 | 1999 | 2006 | 2009 | 2013 |
| Rang de la commune dans le département      | 62   | 71   | 83   | 74   | 77   | 79   | 78   | 75   |
| Nombre de communes du département           | 592  | 582  | 586  | 588  | 588  | 588  | 589  | 589  |

## Économie

### Revenus
En 2018  (données INSEE publiées en septembre 2021), la commune compte 1 037 ménages fiscaux, regroupant 2 322 personnes. La médiane du revenu disponible par unité de consommation est de 20 400 € (19 240 € dans le département). 42 % des ménages fiscaux sont imposés ( % dans le département).

### Emploi
| Division       | 2008   | 2013   | 2018   |
| -------------- | ------ | ------ | ------ |
| Commune        | 8,2 %  | 9,7 %  | 10,4 % |
| Département    | 10,2 % | 12,8 % | 12,6 % |
| France entière | 8,3 %  | 10 %   | 10 %   |

En 2018, la population âgée de 15 à 64 ans s'élève à 1 498 personnes, parmi lesquelles on compte 75,5 % d'actifs (65,1 % ayant un emploi et 10,4 % de chômeurs) et 24,5 % d'inactifs,. En  2018, le taux de chômage communal (au sens du recensement) des 15-64 ans est inférieur à celui du département, mais supérieur à celui de la France, alors qu'en 2008 il était inférieur à celui de la France.
La commune fait partie de la couronne de l'aire d'attraction de Carcassonne, du fait qu'au moins 15 % des actifs travaillent dans le pôle,. Elle compte 426 emplois en 2018, contre 438 en 2013 et 445 en 2008. Le nombre d'actifs ayant un emploi résidant dans la commune est de 987, soit un indicateur de concentration d'emploi de 43,1 % et un taux d'activité parmi les 15 ans ou plus de 55,3 %.
Sur ces 987 actifs de 15 ans ou plus ayant un emploi, 233 travaillent dans la commune, soit 24 % des habitants. Pour se rendre au travail, 86,7 % des habitants utilisent un véhicule personnel ou de fonction à quatre roues, 1,4 % les transports en commun, 6,1 % s'y rendent en deux-roues, à vélo ou à pied et 5,8 % n'ont pas besoin de transport (travail au domicile).

### Activités hors agriculture

#### Secteurs d'activités
169 établissements sont implantés  à Conques-sur-Orbiel au 31 décembre 2019. Le tableau ci-dessous en détaille le nombre par secteur d'activité et compare les ratios avec ceux du département,.
| Secteur d'activité                                                                                        | Commune | Commune | Département |
| Secteur d'activité                                                                                        | Nombre  | %       | %           |
| --- | ------- | ------- | ----------- |
| Ensemble                                                                                                  | 169     | 100 %   | (100 %)     |
| Industrie manufacturière, industries extractives et autres                                                | 11      | 6,5 %   | (8,8 %)     |
| Construction                                                                                              | 40      | 23,7 %  | (14 %)      |
| Commerce de gros et de détail, transports, hébergement et restauration                                    | 28      | 16,6 %  | (32,3 %)    |
| Information et communication                                                                              | 2       | 1,2 %   | (1,6 %)     |
| Activités financières et d'assurance                                                                      | 10      | 5,9 %   | (2,7 %)     |
| Activités immobilières                                                                                    | 5       | 3 %     | (5,2 %)     |
| Activités spécialisées, scientifiques et techniques et activités de services administratifs et de soutien | 17      | 10,1 %  | (13,3 %)    |
| Administration publique, enseignement, santé humaine et action sociale                                    | 33      | 19,5 %  | (13,2 %)    |
| Autres activités de services                                                                              | 23      | 13,6 %  | (8,8 %)     |

Le secteur de la construction est prépondérant sur la commune puisqu'il représente 23,7 % du nombre total d'établissements de la commune (40 sur les 169 entreprises implantées  à Conques-sur-Orbiel), contre 14 % au niveau départemental.

#### Entreprises
Les deux entreprises ayant leur siège social sur le territoire communal qui génèrent le plus de chiffre d'affaires en 2020 sont : 
- Garage Daries, entretien et réparation de véhicules automobiles légers (1 070 k€) ;
- Holding Rigaill, activités des sociétés holding (185 k€).

### Agriculture
La commune fait partie de la petite région agricole dénommée « Région viticole ». En 2010, l'orientation technico-économique de l'agriculture  sur la commune est la viticulture (appellation et autre).
|                                   | 1988  | 2000 | 2010 |
| --------------------------------- | ----- | ---- | ---- |
| Exploitations                     | 91    | 52   | 32   |
| Superficie agricole utilisée (ha) | 1 269 | 986  | 756  |

Le nombre d'exploitations agricoles en activité et ayant leur siège dans la commune est passé de 91 lors du recensement agricole de 1988 à 52 en 2000 puis à 32 en 2010, soit une baisse de 65 % en 22 ans. Le même mouvement est observé à l'échelle du département qui a perdu pendant cette période 52 % de ses exploitations. La surface agricole utilisée sur la commune a également diminué, passant de 1 269 ha en 1988 à 756 ha en 2010. Parallèlement la surface agricole utilisée moyenne par exploitation a augmenté, passant de 14 à 24 ha.

## Culture locale et patrimoine

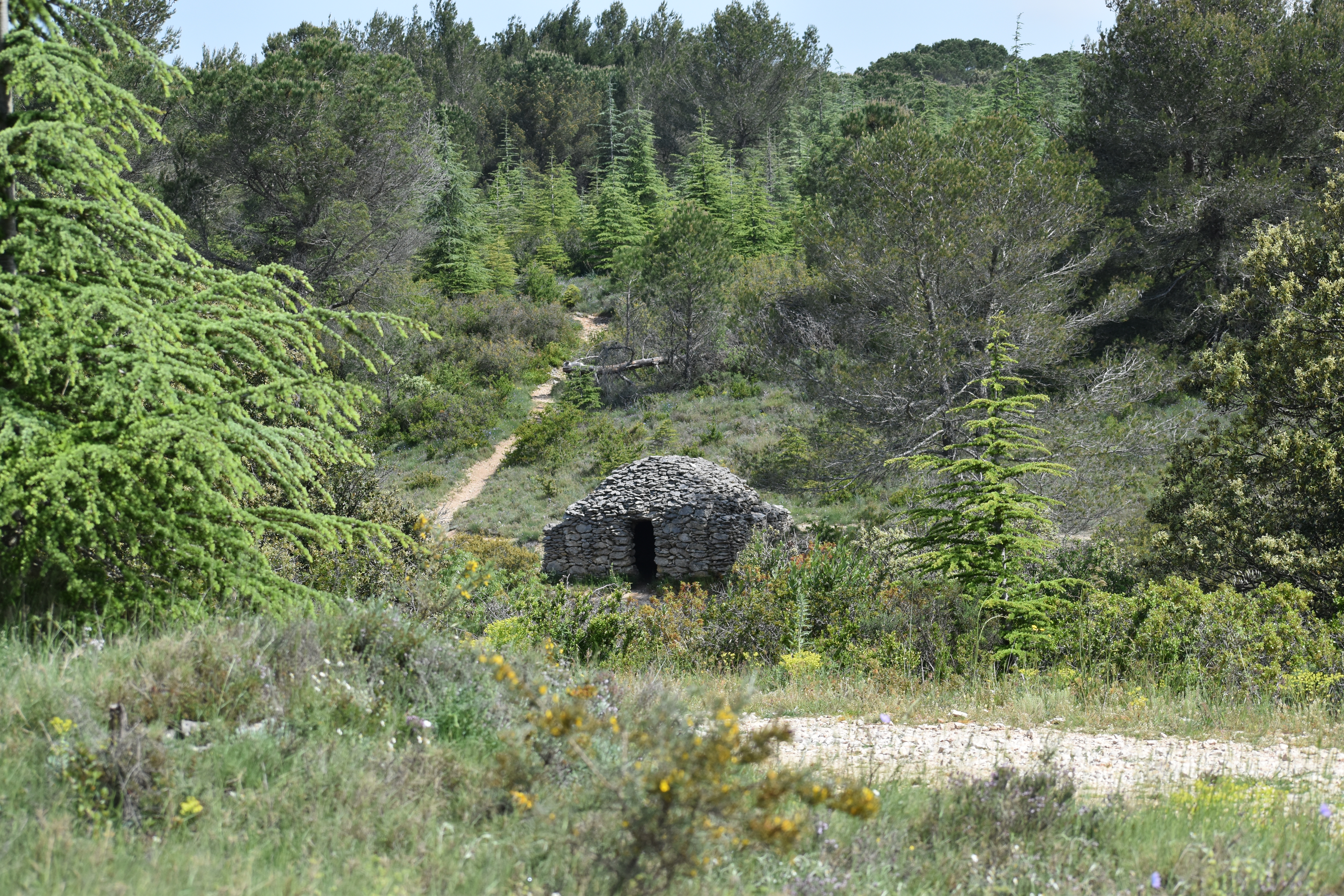
Forêt communale de Conques-sur-Orbiel et son sentier des capitelles.

### Lieux et monuments
- Abri de Font-Juvénal : abri sous-roche d'environ 20 m de longueur sur 5 m de profondeur. Au IVe millénaire av. J.-C., l'abri était protégé de l'extérieur par un énorme rocher tombé du plafond. Le site fut occupé durant tout le Néolithique, notamment par les Chasséens, comme l'atteste la découverte de nombreux foyers[46].
- Église Sainte-Foy de Conques-sur-Orbiel. L'abside a été classé au titre des monuments historiques en 1913[47]. L'église en totalité a été inscrite au titre des monuments historiques en 2015[47].
- Chapelle du château des Saptes.
- Chapelle Notre-Dame-de-la-Gardie de Conques-sur-Orbiel.

### Personnalités liées à la commune
- Jacques Roynette (1936), ancien président de conseil général et ancien préfet, y vécu.
- Albert Calvayrac (1934-2023), trompettiste français, y est né.
- Félix Roquefort (1913-1982), député de l’Aude de 1956 à 1958, y est décédé.
- Albert Gau (1910-1993), prêtre, résistant, député de l'Aude de 1945 à 1956, journaliste et homme politique, y est né.
- Jacques Griffe (1909-1996), célèbre couturier français de l'après-guerre, y est né.
- Henry d'Estienne (1872-1949), peintre, y est né.

### Héraldique
| Blason de Conques-sur-Orbiel | Blason  | De gueules à trois conques d'argent.                              |
| Blason de Conques-sur-Orbiel | Détails | Armes parlantes. Le statut officiel du blason reste à déterminer. |